# Law & Order: Trial by Jury
《Law & Order: Trial by Jury》는 2005년부터 2006년까지 방영된 드라마이다.